# Park Byung-joo (calciatore 1985)
Park Byung-joo (박병주?, 朴炳柱?; 24 marzo 1985) è un ex calciatore sudcoreano, di ruolo difensore.